# Joel Robles Blázquez
Joel Robles Blázquez (Getafe, 17 de juny de 1990), conegut simplement com a Joel, és un futbolista professional madrileny que juga com a porter pel club Al Qadsiah FC de la segona divisió de l'Aràbia Saudita.
Joel va jugar internacionalment amb els equips d'Espanya sub-16, sub-17, sub-21 i sub-23, i va formar part de l'equip que va guanyar el Campionat Europeu sub-21 de 2013.

## Trajectòria esportiva
Va començar la seva carrera professional a l'Atlètic de Madrid. El 27 d'agost de 2009 fou suplent en el partit de la Supercopa d'Europa 2010 en què l'Atlético de Madrid es va enfrontar a l'Inter de Milà, i va guanyar el títol, per 2 a zero.
Va fitxar pel Rayo Vallecano el gener de 2012 i, un any més tard, pel Wigan Athletic de la Premier League, on va guanyar la FA Cup de 2013. El juliol de 2013 és traspassat a l'Everton FC.
El juliol de 2018 s'anuncia el seu fitxatge pel Reial Betis.

## Palmarès

### Club
Atlético de Madrid
- Lliga Europa de la UEFA (2009-10, 2011–12)
- Supercopa d'Europa (2010)[2]

Wigan Athletic
- FA Cup: 2012–13

### Selecció
Espanya Sub-21
- Campionat d'Europa de Futbol sub-21 de la UEFA: 2013[5]